# Lucius Clodius Tineius Pupienus Bassus
Lucius Clodius Tineius Pupienus Bassus (fl. aut. 250) était un homme politique de l'Empire romain.

## Biographie
Fils de Titus Clodius Pupienus Pulcher Maximus et de sa femme Tineia.
Il était proconsul de Crète et Cyrénaïque autour de 250.
Il s'est marié avec Ovinia Paterna, fille de Lucius Ovinius Pacatianus, fl. 225 (frère d'Ovinia, femme de Lucius Caesonius Lucillus Macer Rufinianus), et de sa femme Cornelia Optata Aquilia Flavia, petite-fille paternelle d'un Lucius Ovinius et de sa femme Claudia (fille d'un Claudius et sœur de Tiberius Claudius Sollemnius Pacatianus), et petite-fille maternelle de Gnaeus Cornelius Aquilius Orfitus et de sa femme Tarrutenia. Leur fils fut Marcus Tineius Ovinius Castus Pulcher.

## Réferences
1. ↑  CIL, VI, 41182